# Hokej na travi
Hokej na travi je ekipni šport, ki se igra na prostem in pri katerem skušajo igralci žogico s palico potisniti v gol. Ekipi sta sestavljeni iz 10 igralcev in vratarja. Od leta 2014 je igralni čas razdeljen na četrtine po 15 minut, z glavnim odmorom in menjavo strani med drugo in tretjo četrtino. Pred tem in v nekaterih nacionalnih ligah se še vedno igra dva polčasa po 35 minut. Tekmo sodita dva sodnika, vsaka ekipa ima lahko na klopi 5 menjav, kateri se lahko menjavajo poljubno skozi celotno trajanje tekme.
Hokej je v svetu priljubljen tako med moškimi kot tudi ženskami. Vodilne svetovne države po popularnosti in uspehih so Nizozemska, Nemčija, Španija, Anglija, Avstralija, Indija, Pakistan in Nova Zelandija. V Sloveniji je šport popularen samo v Prekmurju, moška reprezentanca pa kotira okoli 20. mesta v Evropi.

## Zgodovina
Hokej na travi je eden izmed najstarejših ekipnih športov in ima vsaj 4000 letno zgodovino, saj sta na nekem perzijskem reliefu iz tega časa upodobljena dva igralca pri izvajanju "bullya". Igra je opevana tudi v starodavnih perzijskih pesmih. S področja Iranskega višavja se je igra hitro razširila na vzhod proti Tibetu, Kitajski in Japonski, kjer so jo podobno kot kasneje v Indiji začeli igrati na konjih, tako da se je počasi razvil polo. Na jug pa se je igra širila v Indijo, kjer je doživela največji razcvet sredi 16. stoletja, oživi pa zopet v drugi polovici 19. stoletja, ko je hokej postal tam nacionalni šport in je to še danes. Proti zahodu se je igra širila v Bizanc (čeprav se je igral tudi v antični Grčiji in Rimu).
V Evropi je njegova domovina Irska, kjer ga opisujejo že v najstarejših junaških epih, zelo stare pa so njegove korenine še na Norveškem, Danski in Islandiji. Sodoben hokej se igra od srede 16. stoletja najprej na Britanskem otoku, uradna pravila pa nastanejo 1883 leta.
Danes je hokej močno razvit na vseh kontinentih, za primat pa se dajejo predvsem Evropa, Avstralija in Azija. Osrednje tekmovanje so seveda Olimpijske igre, kjer se hokej igra od 1908 in tudi velja za najstarejši ekipni olimpijski šport. Od leta 1971 se igrajo Svetovna prvenstva, Evropska prvenstva pa že od leta 1970. Glavno revolucijo je hokej na travi doživel v sedemdesetih letih dvajsetega stoletja, ko se je igra iz naravne trave preselila na umetno travo.
V Sloveniji segajo prvi zametki hokeja na travi že v čas pred prvo svetovno vojno, ko naj bi ga igrali pri ljubljanski Iliriji, v času med obema vojnama pa v ljubljanskem telesno-kulturnem društvu Atena, vendar sta to edina podatka o tej igri na Slovenskem v tem obdobju. Po drugi svetovni vojni se je hokej zopet začel igrati po letu 1949 v Ljubljani. Kasneje se je najbolj razvil v Prekmurju, kjer se je začel igrati leta 1957. Danes so aktivni samo trije klubi HK Lipovci, HK Triglav Predanovci, in HK Moravske Toplice. V bližnji preteklosti so obstajali še klubi HK Partizan Gabrje Cele (do leta 1994), HK Železničar Maribor (do leta 1998), UHK Svoboda Ljubljana (do l.2004) in DŠR Murska Sobota (do l.2009). Glavni razlog za prenehanje delovanja je bilo dejstvo, da si omenjeni centri zaradi nerazumevanja lokalnih skupnosti niso uspeli zagotoviti igrišča z umetno travo, ki je predpogoj za moderno hokejsko igro. V Sloveniji so edina igrišča z umetno travo namenjena hokeju na travi v Prekmurju in sicer v Lipovcih, Predanovcih in Moravskih Toplicah.

## Pravila in oprema

### Igrišče
Hokej na travi se igra na igrišču dimenzij 91,40 m × 55 m. Igrišče je s črtami razdeljeno v štiri cone po 22,90 m. Na vsaki strani igrišča se nahaja gol velikosti  2,14 m × 3,66 m. Okoli gola je v razdalji 14,63 narisan strelni prostor. V strelnem prostoru je oznaka, ki označuje kazenski strel in je oddaljena 6,40 m od gola. V oddaljenosti 5 m od strelnega prostora je črtkano narisana linija, ki je v pomoč tako sodnikom, kot tudi igralcem in omogoča lažje spoštovanje pravil predvsem pri prekinitvah igre.
Moderna igrišča za hokej na travi so narejena iz umetne mase oz. trave. Umetna trava je neke vrste “preproga” z gosto posejanimi sintetičnimi vlakni. Ta “preproga” se postavi na gumo debeline približno 2 cm, ki je položena na ravno podlago z dobro drenažo. Poznamo tri tipe umetne trave: peščeno, kombinirano in vodno podlago. Ločijo se glede na to, s čim je polnjena umetna trava. Najboljša in tudi najdražja je umetna trava, ki bazira na vodni podlagi, na takšni podlagi se tudi igrajo vsa pomembnejša mednarodna tekmovanja.

### Palica
Palica je dolga približno 95 cm, tradicionalno je narejena iz lesa, čeprav v zadnjem času prevladujejo kompozitne palice narejene iz karbona, fiberglasa in kevlarja. Kovinske palice so prepovedane, tako kot tudi levo usmerjene palice, saj se hokej na travi igra izključno z desno usmerjenimi palicami. Prava stran palice je ravna stran in le z ravno stranjo palice lahko igramo. Igranje z okroglo stranjo palice je prekršek.

### Žogica
Žogica za hokej na travi je okrogla trda, narejena iz plastične mase in praviloma bele barve. Žogica ima obseg med 22,4 cm in 23,5 cm in je težka 156 g do 163 g.

### Igralci
Igralci imajo obuto športno obutev, ki je praviloma namenjena igranju na umetni travi. Poleg palice, dresov (hlačke in majice) so obvezen del hokejske opreme še golenski ščitniki, čez katere igralec nosi nogavice. Nekateri igralci uporabljajo tudi ščitnik za zobe ter zaščitno rokavico na levi roki.
Ekipa je praviloma sestavljena iz 14 navadnih igralcev in 2 vratarjev. Istočasno je lahko na igrišču največ  11 igralcev od katerih je lahko največ en vratar. Žogico lahko igralci v polju vodijo, podajajo ali jo streljajo na gol izključno s pravo stranjo palice. Vsak drug nameren ali nenameren dotik žogice z drugim delom telesa je prekršek. Taktika je podobna nogometni taktiki, torej s tekom, podajami in preigravanji se skuša žogico pripeljati v strelni prostor in doseči zadetek. Za razliko od nogometa prepovedanega položaja (offside) ni več, ker je bil ukinjen po olimpijadi leta 1996 v Atlanti.
Glavna posebnost hokeja na travi je kazenski oz. kratki kot, do katerega pride ko se zgodi prekršek v strelnem prostoru oz. grob prekršek v napadalni četrtini igrišča. V tem primeru ekipa, ki napada izvede podajo iz gol avt linije na rob strelnega prostora. Obramba je omejena na 4 igralce in vratarja in začne braniti iz gola oz. ob gol avt liniji, ostalih 6 igralcev pa začne na sredini igrišča. Napadalna ekipa na drugi strani lahko za izvedbo kratkega kota uporabo vse igralce. 

### Vratar
Polno opremljen vratar nosi: čelado, ščitnik za telo, rokavice odbijalke, palico, zaščitne hlače, ščitnik za genitalije oz. suspenzor in ščitnike za noge. Ščitniki za noge so sestavljeni iz banščin in brcalnih čevljev oz. kickerjev. Banščine se namestijo na spodnji del noge in brcalni čevlji oz. kickerji se namestijo čez športno obutev. Barva vratarskih dresov se mora razlikovati od barve dresov lastne ekipe, kot tudi barve dresov nasprotnika.
Vratar žogice ne sme pokriti, lahko pa žogico v strelnem prostoru odbije s katerim koli delom telesa ali pravim delom palice. Polno oblečen vratar ne sme prečkati linije 22,90 m, ki označuje četrtino igrišča. To lahko stori samo izjemoma, v primeru, da izvaja kazenski strel in je čas zaustavljen.
Obstaja tudi možnost delnega vratarja, ki nosi dres različne barve, od ostale vratarske opreme pa ima samo čelado. V tem primeru, lahko tak vratar, če odloži čelado igra po celem igrišču, ob povratku v lasten strelni prostor pa ima vse privilegije vratarja, čeprav si morda zaradi situacije ne more nadeti čelade nazaj na glavo.
Zadnja možnost je da vratarja zamenja igralec v polju. V tem primeru je ekipa brez vratarja in igralci lahko za kontroliranje žogice, uporabljajo izključno hokejsko palico.

### Sodnik
Tekmo sodita dva enakovredna sodnika, ki sta postavljena vsak na svoji strani igrišča. Vsak sodnik je načeloma pristojen za svoj del igrišča. Komunikacija med sodnikoma ni prepovedana in je celo zaželena, saj je cilj pravilno sojenje. Sodnik lahko pokaže tri različne vrste kazenskih kartonov: zelenega, rumenega in rdečega. Zeleni karton pomeni izključitev za 2 minuti, rumeni pomeni izključitev za 5 ali več minut in rdeči karton pomeni izključitev do konca tekme.

## Olimpijske igre
Hokej na travi se je prvič pojavil na olimpijskih igrah v Londonu leta 1908. Nastopilo je šest moških ekip, s tem da je imelo Združeno kraljestvo pravico nastopa s kar štirimi ekipami: Anglijo, Irsko, Škotsko in Walesom. Preostali sodelujoči ekipi sta bili Francija in Nemčija, ki pa nista bili konkurenčni »domačim« ekipam. Tudi to je bil eden izmed razlogov, da se hokej na travi nato ni pojavil na igrah leta 1912 v Stockholmu. Na naslednjih igrah v Antwerpnu leta 1920 je bil hokej na travi ponovno olimpijska disciplina, nastopile pa so samo štiri ekipe: Združeno kraljestvo, Danska, Belgija in Francija, ki so v tem vrstnem redu tudi zaključile tekmovanje. Leta 1924 so se organizatorji olimpijskih iger v Parizu odločili, da hokeja na travi ne bo v olimpijskem programu in kot razlog navedli, da še ne obstaja mednarodna zveza za hokej na travi. Mednarodna zveza za hokej na travi (FIH) je bila nato ustanovljena prav v Parizu leta 1924, na pobudo sedmih ustanovnih nacionalnih zvez, katerim se je do leta 2011 priključilo še 120 novih. Tako je od Amsterdamske olimpijade leta 1928 naprej, hokej na travi stalnica v olimpijskem programu.
Z letom 1928 se je tudi pričela dolgoletna dominacija reprezentance Indije, ki je med letoma 1928 in 1964 osvojila vse zlate medalje, razen tiste v Rimu leta 1960, ko jih je v finalu premagala reprezentanca Pakistana. Pakistanci so bili nato olimpijski prvaki tudi še leta 1968 in 1984. To pa je bila tudi zadnja zlata olimpijska medalja katerekoli azijske ekipe, saj so primat prevzeli Evropejci (Anglija, Nemčija in Nizozemska), ki so se izmenjevali na vrhu. Izjema je bilo leta 2004, ko je slavila Avstralija.
Omeniti velja tudi dve pomembni prelomnici. Prva je gotovo Montrealska olimpijada leta 1976, saj se je tam hokej prvič igral na umetni podlagi, kar je pomenilo bistvene spremembe v sami tehniki hokejske igre. Še pomembnejša pa je vključitev ženskega hokeja na travi na Olimpijado leta 1980 v Moskvi. Razen na prvih igrah v Moskvi, ko so presenetile igralke Zimbabveja, se je nato naslov olimpijskih prvakinj selil med Evropo in Avstralijo.

### Nosilci olimpijskih medalj
| OLIMPIJSKE IGRE  | ZLATO            | SREBRO           | BRON             |
| ---------------- | ---------------- | ---------------- | ---------------- |
| 1908 London      | Anglija          | Irska            | Wales in Škotska |
| 1920 Antwerpen   | Velika Britanija | Danska           | Belgija          |
| 1928 Amsterdam   | Indija           | Nizozemska       | Nemčija          |
| 1932 Los Angeles | Indija           | Japonska         | ZDA              |
| 1936 Berlin      | Indija           | Nemčija          | Nizozemska       |
| 1948 London      | Indija           | Velika Britanija | Nizozemska       |
| 1952 Helsinki    | Indija           | Nizozemska       | Velika Britanija |
| 1956 Melbourne   | Indija           | Pakistan         | Nemčija          |
| 1960 Rim         | Pakistan         | Indija           | Španija          |
| 1964 Tokio       | Indija           | Pakistan         | Avstralija       |
| 1968 Mexico City | Pakistan         | Avstralija       | Indija           |
| 1972 Munchen     | Zahodna Nemčija  | Pakistan         | Indija           |
| 1976 Montreal    | Nova Zelandija   | Avstralija       | Pakistan         |
| 1980 Moskva      | Indija           | Španija          | Sovjetska zveza  |
| 1984 Los Angeles | Pakistan         | Zahodna Nemčija  | Velika Britanija |
| 1988 Seul        | Velika Britanija | Zahodna Nemčija  | Nizozemska       |
| 1992 Barcelona   | Nemčija          | Avstralija       | Pakistan         |
| 1996 Atlanta     | Nizozemska       | Španija          | Avstralija       |
| 2000 Sydney      | Nizozemska       | Južna Koreja     | Avstralija       |
| 2004 Atene       | Avstralija       | Nizozemska       | Nemčija          |
| 2008 Peking      | Nemčija          | Španija          | Avstralija       |
| 2012 London      | Nemčija          | Nizozemska       | Avstralija       |
| 2016 Rio         | Argentina        | Belgija          | Nemčija          |
| 2020 Tokio       | Belgija          | Avstralija       | Indija           |
| 2024 Paris       | Nizozemska       | Nemčija          | Indija           |

### Nosilke olimpijskih medalj
| OLIMPIJSKE IGRE  | ZLATO            | SREBRO          | BRON             |
| ---------------- | ---------------- | --------------- | ---------------- |
| 1980 Moskva      | Zimbabve         | Češkoslovaška   | Sovjetska zveza  |
| 1984 Los Angeles | Nizozemska       | Zahodna Nemčija | ZDA              |
| 1988 Seul        | Avstralija       | Južna Koreja    | Nizozemska       |
| 1992 Barcelona   | Španija          | Nemčija         | Velika Britanija |
| 1996 Atlanta     | Avstralija       | Južna Koreja    | Nizozemska       |
| 2000 Sydney      | Avstralija       | Argentina       | Nizozemska       |
| 2004 Atene       | Nemčija          | Nizozemska      | Argentina        |
| 2008 Peking      | Nizozemska       | Kitajska        | Argentina        |
| 2012 London      | Nizozemska       | Argentina       | Velika Britanija |
| 2016 Rio         | Velika Britanija | Nizozemska      | Nemčija          |
| 2020 Tokio       | Nizozemska       | Argentina       | Velika Britanija |
| 2024 Paris       | Nizozemska       | Kitajska        | Argentina        |